# اوا یوراک
اوا یوراک (اسپانیایی: Eva Llorach‎؛ زاده ۱۹۷۹) بازیگر اسپانیایی است.
از کارهای معروف او می‌توان به بازی در فیلم‌های دیسکو، ایبیزا، لوکومیا، مادران، عشق و زندگی، اخطار، آنکه برایت خواهد خواند و دختر جادویی اشاره کرد.

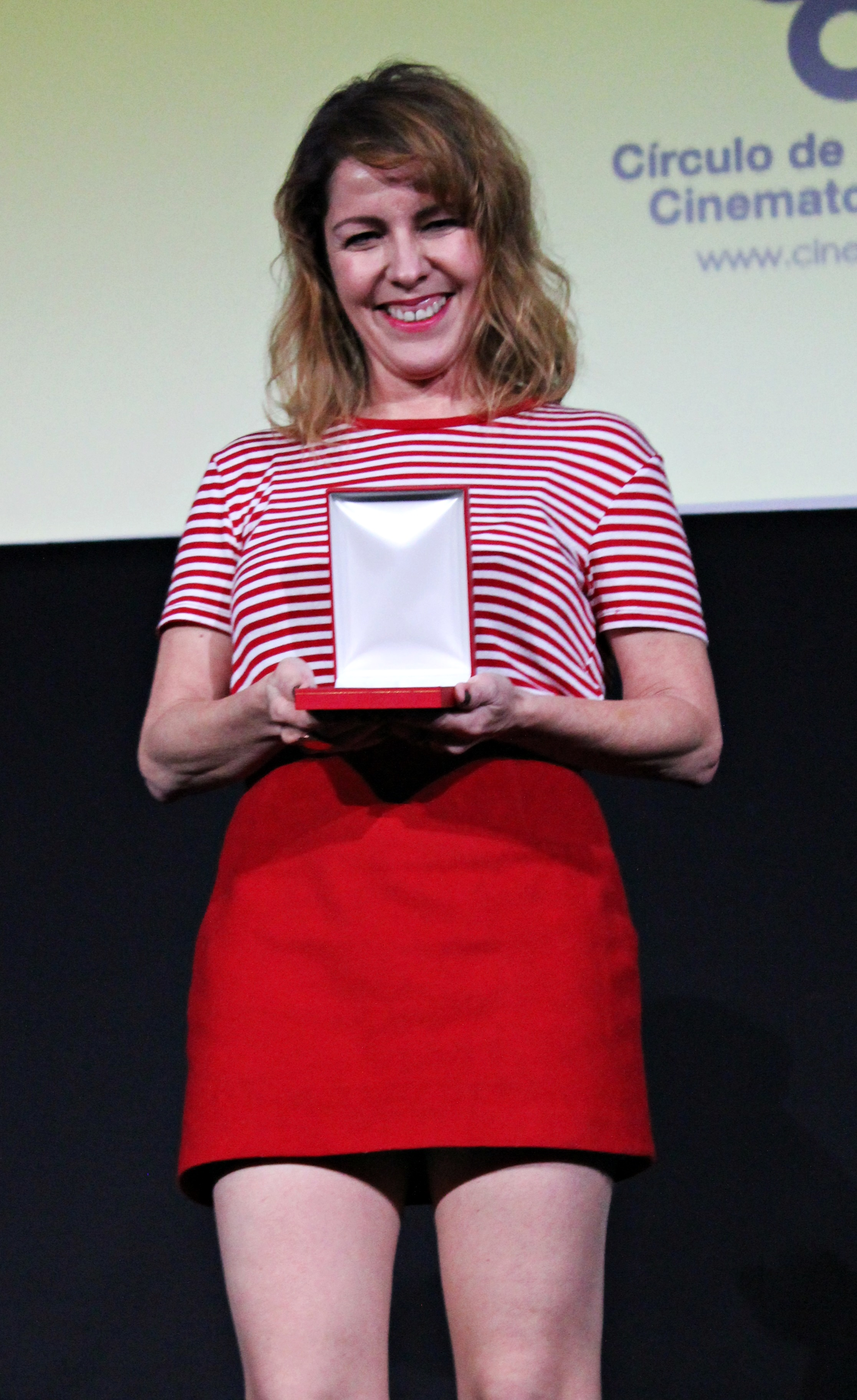